# Oxford United FC
Oxford United FC este un club de fotbal profesionist din orașul Oxford, Anglia. Echipa joacă în EFL Championship.